# Markus Uhl

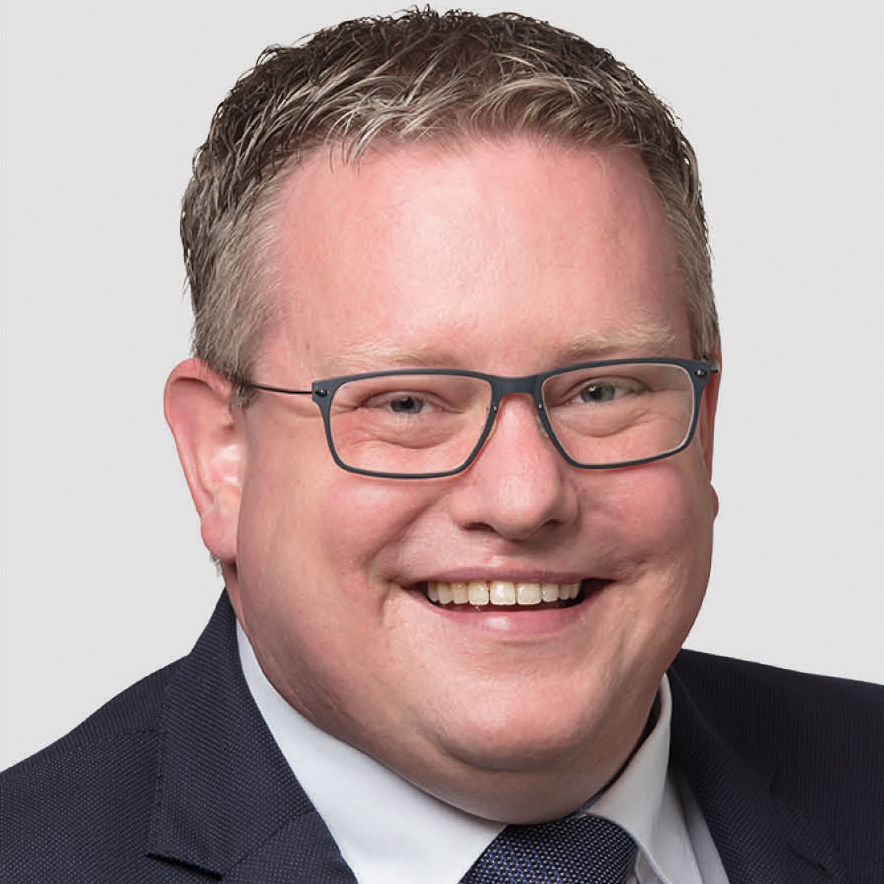
Markus Uhl político Alemão

Markus Alexander Uhl (nascido em 31 de agosto de 1979) é um político alemão da União Democrata-Cristã (CDU) que actua como membro do Bundestag pelo estado de Saarland desde 2017.

## Carreira política
Uhl tornou-se membro do Bundestag nas eleições federais alemãs de 2017. Ele é membro da Comissão de Transportes e Infraestrutura Digital e da Comissão de Orçamento.